# Venrath
Venrath ist ein ländlicher Ortsteil der Stadt Erkelenz (Kreis Heinsberg). Das Dorf liegt am nordöstlichen Rand der Gemeinde Erkelenz. Der Ort befindet sich nördlich der zukünftigen Abbaugrenze des Braunkohletagebaus Garzweiler. Ursprünglich sollte auch Venrath dem Tagebau weichen.
Das Nachbardorf Kaulhausen ist eng mit Venrath verbunden und wird deshalb in diesem Artikel mit dargestellt. Aufgrund der räumlichen Nähe wird der Weiler Etgenbusch ebenfalls beschrieben.

## Geographie
Das Dorf liegt in der Erkelenzer Börde, die ein hervorragender Standort für Ackerbau ist.

### Lage
Im Süden liegt Kaulhausen, im Südosten Kuckum, im Norden Herrath und Beckrath, die letzteren beiden Dörfer gehören schon zur Stadt Mönchengladbach. Zwischen diesen beiden Dörfern und Venrath verläuft die Autobahn A 46. Westlich von Venrath liegt eine Umgehungsstraße. Hier befindet sich auch der kleine Weiler Etgenbusch (51° 5′ 34″ N, 6° 21′ 42″ O).

### Siedlungsform
Venrath entwickelte sich aus einem mehrzeiligen Straßendorf.

## Geschichte

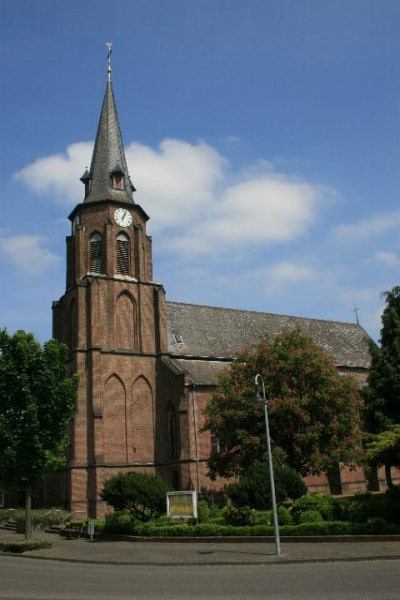
Kath. Kirche St. Valentin in Venrath

Die Geschichte von Venrath geht nachweislich bis ins 12. Jahrhundert zurück. Der Adelige Otto II. von Wickrath schenkte dem Kloster von Knechtsteden ein Allod in „Venirode“. Am 30. Mai 1197 wurde dies vom Kölner Erzbischof in einer Urkunde bestätigt.
Venrath gehörte 1385 zum Amt Kaster im Herzogtum Jülich. 1422 wurde Venrath vom Jülicher Herzog an Graf Friedrich von Moers-Saarwerden verpfändet. Dieser teilte das Dorf dem Amt Brüggen zu. 1494 gelangte Venrath wieder an das Herzogtum Jülich.
Ab 1554/55 war das Gericht und Unteramt Dahlen (heute Rheindahlen) im Amt Brüggen für Venrath und dessen Nachbarort Kaulhausen zuständig.
In der französischen Zeit von 1794 bis 1814 wurde Venrath der Mairie (Bürgermeisterei) Kuckum im Kanton Erkelenz zugeordnet.
Die Preußen gründeten 1816 die Bürgermeisterei Keyenberg, wozu auch Venrath gehörte. Diese Gemeinde lag im neuen Landkreis Erkelenz.
1935 wurde diese Bürgermeisterei aufgelöst und zum Amt Holzweiler geschlagen. Venrath aber wurde mit dem neugebildeten Amt Erkelenz-Land vereinigt.
Am 27. Februar 1945 wurde Venrath von amerikanischen Soldaten des 405. Regiments der 102. Infanteriedivision der 9. US-Armee im Zuge der Operation Grenade eingenommen.
Am 1. Januar 1972 wurde das Amt Erkelenz-Land Amt aufgelöst und mit der Stadt Erkelenz zusammengelegt.

### Ortsname
Der Ortsname setzt sich zusammen aus dem althochdeutschen Wort „fenni“ (Sumpf) und dem Wort „roed“, was übersetzt Rodung bedeutet.

### Religion
Der Ort gehörte bis zum 19. Jahrhundert zur katholischen Pfarre Wanlo, die Venrather Kirche wurde erstmals 1478 erwähnt. Am 1. April 1525 wurde der Kirchturm errichtet.
Um 1800 wurde Venrath dem neuen Kanton Erkelenz zugeschlagen. Aufgrund der organischen Artikel wurde deshalb der Ort am 1. März 1804 eigenständige Pfarre. Zum Pfarrbezirk gehörten neben Venrath die Orte Kaulhausen, Etgenbusch, Beckrath und Herrath, die beiden letzteren Dörfer waren überwiegend evangelisch.
Zwischen 1866 und 1868 wurde ein neugotischer Kirchbau errichtet, die Kirche ist dem heiligen Valentin und als Zweitpatron dem heiligen Rochus geweiht. Die Weihe fand am 31. August 1868 statt.
Am 1. Januar 2010 wurde die Kirchengemeinde mit zehn anderen Kirchengemeinden zur Pfarrgemeinde St. Maria und Elisabeth Erkelenz zusammengeschlossen.
Am 1. Januar 2015 erfolgte die Fusion der Kirchengemeinden St. Maria und Elisabeth Erkelenz mit der Kirchengemeinde St. Lambertus Erkelenz zur neuen Pfarrei Christkönig Erkelenz.

## Kultur und Sehenswürdigkeiten

### Sehenswürdigkeiten
- Wege- und Pestkreuz von Etgenbusch, das 3,60 m hohe Kreuz hängt heute an der Südseite der Pfarrkirche.

### Regelmäßige Veranstaltungen
- Karnevalsumzug am Rosenmontag
- Kirmes/Schützenfest
- Seniorennachmittag
- VoBA-IMMO-Sportwoche des SV „Schwarz-Gelb“ Venrath 1932 e. V.

### Vereine
- Trommler- und Pfeifercorps Venrath 1920
- St. Josef Schützenbruderschaft 1805 e. V. Venrath
- Karnevalsgesellschaft „Venroder Wenk“ e. V. 1952
- SV „Schwarz-Gelb“ Venrath 1932 e. V.
- Dorfgemeinschaft Venrath-Kaulhausen e. V.
- Bürgerinitiative Stop Rheinbraun e. V.
- Radsportverein Schlauchlos Venrath
- Frauen- und Müttergemeinschaft
- VdK Venrath
- Taubenverein „Wetterfest“ Venrath
- Sterbenotgemeinschaft Venrath

## Kaulhausen
Der Ort hat 217 Einwohner (Stand 31. Dez. 2016).

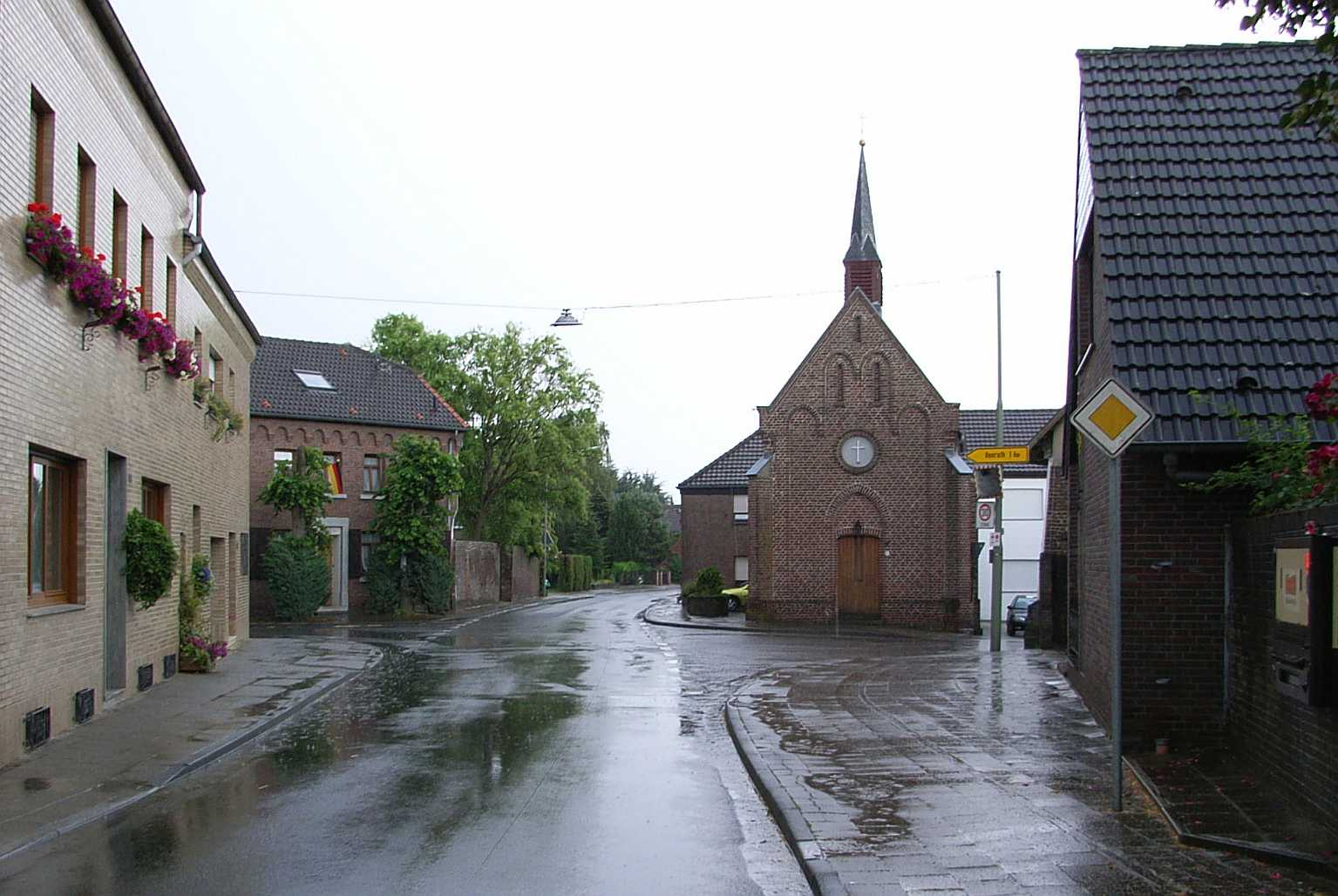
Ortsdurchfahrt Kaulhausen

### Ortsnamen
Im Ortsnamen ist das Wort Kule = Senke, Bodenvertiefung enthalten und bedeutet also Häuser in einer Senke.

### Geschichte
Erstmals wurde der Ort 1478 als Kuilhousen in einer Urkunde erwähnt. Verwaltungsmäßig gehörte der Ort immer zu Venrath.

### Religion
Zunächst lag Kaulhausen in der Pfarre Wanlo, 1804 wurde das Dorf der neu gegründeten Pfarre Venrath zugeteilt. 1632 war im Ort eine Kapelle errichtet worden, sie wurde 1899 abgebrochen. 1901 wurde der Grundstein für eine neue und größere Kapelle gelegt. An ihrem Standort befanden sich vorher ein Löschwasserteich und eine Pferdetränke. Erst im Jahre 1908 konnte der Neubau fertiggestellt und dem heiligen Wendelin geweiht werden.

## Etgenbusch
Im Gegensatz zu Venrath und Kaulhausen gehörte der Weiler Etgenbusch schon immer zur Stadt Erkelenz. Etgenbusch ist gegenwärtig die kleinste Ortschaft im Stadtgebiet.

### Geschichte
Im Jahre 1309 wurde Eychenbouhcs = Eichenbusch (-wald) erstmals urkundlich erwähnt.
Das Aachener Marienstift, der mittelalterliche Grundherr von Erkelenz, besaß hier landwirtschaftliche Güter. Um 1820 bestanden fünf Bauernhöfe.

### Persönlichkeit
- Anna Schürkes (* 1883 in Etgenbusch; † 1971 in Immerath) war eine deutsche Judenhelferin.

## Verkehr
Die AVV-Buslinien EK1 und EK3 der WestVerkehr verbinden Venrath und Kaulhausen wochentags mit Erkelenz, Keyenberg und Holzweiler.
Zudem verkehrt der Multi-Bus seit dem 9. Juni 2024 kreisweit erweitert und zu einheitlichen Bedienzeiten. Mehr Informationen gibt es bei WestVerkehr.
| Linie | Verlauf |
| ----- | --- |
| EK1   | (Erkelenz ZOB →) Erkelenz Bf → Wockerath → Terheeg → Venrath → Kuckum → (Berverath →) Unterwestrich → Abzw. Oberwestrich → Keyenberg → Holzweiler → Kückhoven → Immerath (neu) → Bellinghoven → Erkelenz Bf (→ Erkelenz ZOB) |
| EK3   | (Erkelenz ZOB →) Erkelenz Bf → Bellinghoven → Immerath (neu) → Kückhoven → Holzweiler → Kückhoven → Immerath (neu) → Bellinghoven → Erkelenz Bf (→ Erkelenz ZOB)                                                             |